# Артёмовская улица
Артёмовская у́лица — улица в Октябрьском районе города Орска Оренбургской области. Расположена во входящем в состав города посёлке Елшанка, на правом берегу ручья Казах-Чекан. Названа в честь русского революционера Фёдора Сергеевича Сергеева, известного как «товарищ Артём».
Улица начала застраиваться в 1950-х годах. В настоящее время на улице расположено 15 частных одноэтажных жилых домов.